# Robert Emil Caro
Robert Emil Caro (* 31. Oktober 1885 in Breslau; † 26. Februar 1974 in Orange, Kalifornien) war ein deutscher Metallindustrieller.

## Familie
Robert Emil Caro entstammte einer alten jüdischen Industriellenfamilie. Sein Vater war der Eisen- und Stahlindustrielle Oscar Caro (1852–1931)., sein Großvater der Kommerzienrat Robert Caro (1819–75) und sein Urgroßvater der Begründer der Eisengroßhandelsfirma M. J. Caro in Breslau Moritz Caro.
Seine Onkel waren der Großindustrielle Georg von Caro, der Komponist Paul Caro (1859–1914) und der Schriftsteller Carl Caro (1850–1884).

## Leben
Robert Emil Caro studierte vom Wintersemester 1904 bis zum Sommersemester 1907 an der Technischen Hochschule Danzig Maschinenbau. 1905 wurde er Mitglied des Corps Borussia Danzig. Anschließend erhielt er seine kaufmännische und technische Ausbildung unter anderem beim Eisenwerk Baldonhütte in Kattowitz, bei der Oberschlesischen Eisenindustrie AG in Gleiwitz und bei Mecfarlane & Robinson Ltd. in London. Von 1912 bis 1914 war er Prokurist bei der Deutschen Eisenhandel AG in Berlin. 1914 trat er als Gesellschafter in die Firma Coutinho & Co. in Hamburg, die späteren Firma Coutinho, Caro & Co., ein führendes deutsches Unternehmen des Eisenexporthandels, ein. Am Ersten Weltkrieg nahm er von 1915 bis 1918 als Landsturmmann teil. 1925 wechselte er in den Aufsichtsrat der Coutinho, Caro & Co. 1927 gründete er als geschäftsführender Gesellschafter die Spezialbronce GmbH. Weiterhin übernahm er das Röhrenwerkes Herczka in Wien, das in Röhrenwerk Caro umbenannt wurde.
Robert Emil Caro war Mitinhaber des Familienunternehmens M. J. Caro & Sohn, Mitglied des Aufsichtsrates der Linke-Hofmann-Busch-Werke in Berlin und der AG Charlottenhütte in Niederschelden in Westfalen.
Nach der nationalsozialistischen Machtergreifung emigrierte er Mitte 1933 in die USA. Im Juli 1934 legte er sein Corpsband nieder.